# Закон о защите государства (Болгария)
Закон о защите государства (болг. Законът за защита на държавата) — законодательный акт, принятый 4 января 1924 года и вступил в силу с Указом №2 23 января 1924 года. 
В законе было записано: «Запрещаются любые организации, группы и их подразделения, проповедающие или побуждающие к насильственному изменению установленного Конституцией государственного и общественного строя, или к насильственному приобретению власти и которые для осуществления этих целей совершают преступления, вооружённые акции, насилия или террористические действия.»

## История
С помощью ЗЗД правительство Александра Цанкова стремилось узаконить расправу с политическими противниками, организовавшими Июньское и Сентябрьское восстания.
По закону запрещалась деятельность всех видов организаций, групп и т.п., использующих нелегальные структуры и вооружённые методы для достижения своих целей.
В апреле 1924 года, на основании закона, Верховный кассационный суд запретил деятельность Болгарской коммунистической партии, БКСМ, Партии труда, Общего рабочего синдикального союза и др.
16 марта 1925 года ЗЗД был изменён в сторону ужесточения, в том числе с целью увеличения кары (вплоть до смертной казни) не только для членов запрещённых организаций, но и для тех людей, что оказывают им содействие. На основании изменённого закона 18 марта 6 депутатов-коммунистов были лишены своих мандатов.
Во время Второй мировой войны (до 9 сентября 1944 года) закон был крайне ужесточён с целью разгрома Движения Сопротивления в Болгарии. Санкции применялись за проявление малейшего неповиновения. Первым массовым репрессиям по этому закону подверглись активисты Соболевской акции.
Правительство Отечественного фронта официально отменило ЗЗД 16 октября 1944 года.